# Golden Boy 2020
De Golden Boy 2020 was de 18e editie van de Golden Boy Award. Op 21 november 2020 werd de Noor Erling Braut Håland uitgeroepen als winnaar. Håland was tijdens de winterstop van het seizoen 2019/20 overgestapt van Red Bull Salzburg naar Borussia Dortmund. Yari Verschaeren was de enige Belg bij de laatste honderd genomineerden. Enkel spelers geboren vanaf 1 januari 2000 kwamen in aanmerking voor een nominatie.

## Uitslag
| Nr.    | Winnaar             | Club              | Ptn    |
| Top-10 | Top-10              | Top-10            | Top-10 |
| ------ | ------------------- | ----------------- | ------ |
| 1.     | Erling Braut Håland | Borussia Dortmund | 302    |
| 2.     | Ansu Fati           | FC Barcelona      | 239    |
| 3.     | Alphonso Davies     | Bayern München    | 226    |
| 4.     | Jadon Sancho        | Borussia Dortmund | 80     |
| 5.     | Eduardo Camavinga   | Stade Rennais     | 50     |
| 6.     | Dejan Kulusevski    | Juventus FC       | 41     |
| 7.     | Phil Foden          | Manchester City   | 36     |
| 8.     | Dominik Szoboszlai  | Red Bull Salzburg | 13     |
| 8.     | Bukayo Saka         | Arsenal FC        | 13     |
| 10.    | Vinícius Júnior     | Real Madrid       | 9      |
| 11.    | Ferran Torres       | Manchester City   | 8      |
| 12.    | Mason Greenwood     | Manchester United | 7      |
| 13.    | Sandro Tonali       | AC Milan          | 6      |
| 14.    | Sergiño Dest        | FC Barcelona      | 3      |
| 15.    | Ryan Gravenberch    | AFC Ajax          | 1      |
| 15.    | Rodrygo Goes        | Real Madrid       | 1      |
| 15.    | Jonathan David      | Lille OSC         | 1      |